# Pándi Titusz
Pándi Titusz (Titus G. Pandi; Budapest, 1960. december 7. –) magyar fotóművész. Fő szakterülete a reklámfotózás (modelles reklám- és divatfotó, portré és aktfotó). Jelenleg Budapesten él és dolgozik.

## Életút
Budapesten született.
A II. Rákóczi Ferenc Gimnázium elvégzése után a budapesti fotóiskolában szerezte a diplomát. 1982-1986 között a MAFILM-nél dolgozott mint standfotós. Feladatai volt többek között, hogy színészekről, rendezőkről, operatőrökről portrékat készítsen. 
1986-1987-ben ösztöndíjasként a bécsi Szövetségi Felsőfokú Tanulmányi- és Kutatóintézet (Höhere Graphische Bundeslehr- und Versuchanstalt Wien) fotográfus mesterosztályát végezte el és diplomázott. 
1988-1994 között alkalmazott reklámfotográfusként dolgozott Bécsben, miközben híres magyar és osztrák személyiségek (művészek, diplomaták, arisztokraták) fényképezésével  folytatta portréfotográfusi  munkáját. 
1994-ben saját reklámfotó-stúdiót nyitott (Titus G. Pandi Reklámfotó-stúdió) Budapesten és azóta is ebben a városban él.

## Kiállítások
A nyolcvanas években több, mint 50 magyar és nemzetközi fotókiállításon és pályázaton (többek között Ausztriában, Németországban, Svájcban, Spanyolországban, Lengyelországban) vett részt, és nyert különböző díjakat. Több egyéni és csoportos kiállítása volt a következő városokban: Budapest, Bécs, Ried Ausztria, Burghausen (Németország), Gdańsk (Lengyelország).
- 1983 – „Junge Fotografen zeigen Europa” (Németország), 1. díj; „Wir machen uns ein Bild von uns” (Németország, Agfa), aranyérem
- 1984 – „Sion Salon” (Svájc), aranyérem; „Small Formats International Biennale of Art Photography” (Lengyelország), aranyérem
- 1989 – „Kodak European Photographic Award” (Ausztria), 2. díj Modest Mussorgski és a Fotográfia 150. születésnapja alkalmából, az „Egy kiállítás képei” alapján készített fotósorozatával. Erre a jubileumra, Németországban megjelent hanglemez borítóját is ezek a képek alkotják.
- 1989 – Collegium Hungaricum (Bécs), önálló kiállítás a Mussorgski sorozattal.
- 1991 – Reklámfotó pályázat (Budapest), 2. díj
- 1992 – Fészek Művészklub (Black and White portrék), önálló kiállítás
- 2001 – Nikon Nemzetközi Fotópályázat - díjazott
- 2003 – Amerikai Nemzetközi Iskola, önálló kiállítás
- 2007 – Gallery Lefakis Athén, Fülöp Tibor Athénban élő festőművésszel közös kiállítás

Fotói rendszeresen jelennek meg különböző folyóirat- és könyvpublikációkban.

## Munkássága
Művészi aktfotográfiával, divatfotóval és riport jellegű absztrakt városképekkel a kezdetek óta változó intenzitással foglalkozik.
„Az utóbbi években ismét előtérbe került az életemben ez a fotográfiai kifejezésmód. A részletgazdag, természeténél fogva absztraháló fekete-fehér technika felmagasztalja, elemeli, időtlenné és értékállóvá teszi a fotókat.” – nyilatkozta.